# تنبؤ
التَّنَبُّؤ هو عملية توقع الأحداث المستقبلية بناءً على تحليل البيانات والأنماط السابقة والحالية. يتم استخدامه في العديد من المجالات، من الاقتصاد والأعمال إلى العلوم والتقنية، و علم الاجتماع، علم الأحياء، الفيزياء، وغيرها.

## التنبؤ في الزيادة السكانية
التنبؤ هو عملية إجراء تقديرات للمستقبل على أساس البيانات السابقة والحاضرة وأثرها في تحليل الاتجاهات. قد يكون أحد الأمثلة الشائعة هو تقدير بعض المتغيرات ذات الأهمية في بعض التاريخ المستقبلي المحدد. وهو مصطلح مشابه للتوقع، ولكن أكثر عمومية. قد يشير كلاهما إلى طرق إحصائية رسمية تستخدم سلسلة زمنية أو بيانات مقطعية أو طولية أو بديلة لطرق حكم أقل رسمية، يمكن أن يختلف الاستخدام بين مجالات التطبيق، على سبيل المثال: في مجال الهيدرولوجيا، يتم في بعض الأحيان حجز المصطلحين «توقعات» و«التنبؤ» لتقديرات القيم في أوقات معينة في المستقبل، في حين يستخدم مصطلح «التنبؤ» لتقديرات أكثر عمومية، مثل عدد مرّات حدوث الفيضانات على مدى فترة طويلة.
 

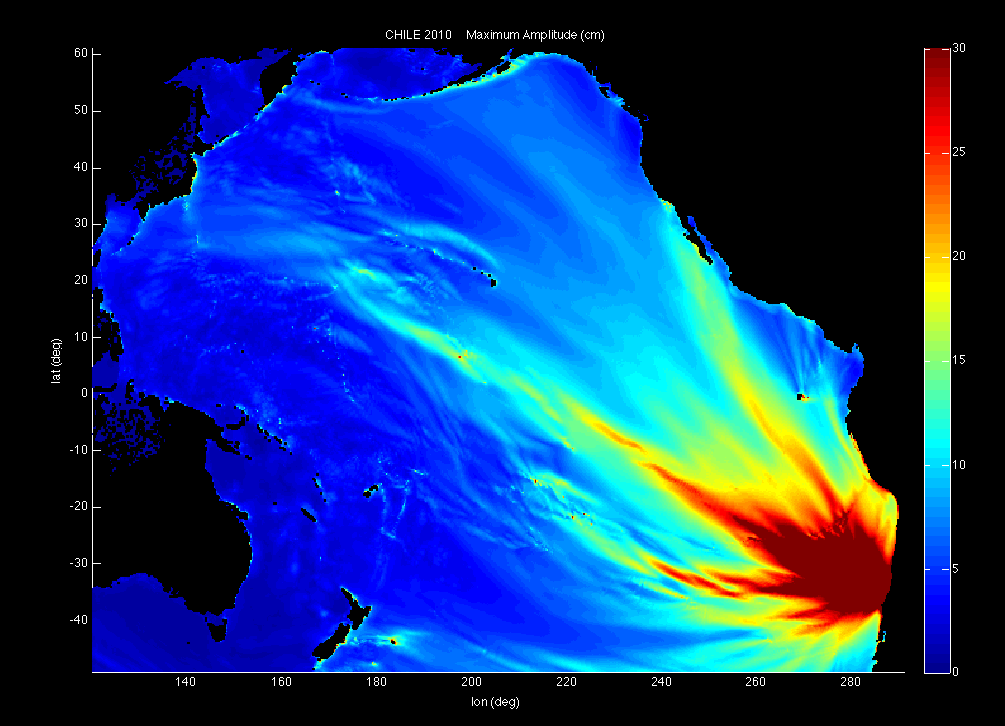
مثال على التنبُؤ

المخاطر وعدم اليقين هما أمران أساسيان للتنبؤ؛ لذلك يعتبر التنبؤ ممارسة جيدة للإشارة إلى درجة عدم اليقين المرتبطة بالتنبؤات، لكن يجب أن تكون البيانات محدثة حتى تكون التوقعات دقيقة قدر الإمكان. في بعض الحالات، يتم توقع البيانات المستخدمة للتنبؤ بمتغير الاهتمام نفسه.

## أهمية التنبؤ

### أهمية التنبؤ في عمليات الإدارة الحديثة
يلعب التنبؤ دورًا محوريًا في عمليات الإدارة الحديثة والمساعدة الهامة والضرورية للتخطيط والتنظيم، وهي العمود الفقري للعمليات الفعالة، وقد فشل العديد من المنظمات بسبب الافتقار إلى التنبؤ أو بسبب التنبؤ الخاطئ الذي استند إليه التخطيط. على سبيل المثال، شركة كيرتس-رايت هي واحدة من الشركات المصنعة للطائرات الرئيسية - على قدم المساواة مع دوغلاس وبوينغ مجتمعة في 1945 - قررت ان تضع أموالها في محرك مكبس محسّن بدلًا من الطائرات، إدارة كيرتس-رايت لم تتوقع بدقه سوق الطائرات وبالتالي فشلت. وبشكل أدق يمكن التنبؤ بالظروف المستقبلية، والأفضل والأكثر صحة هي الخطط وارتفاع احتمال نجاح هذه الخطط.
ويشدد لونس ا. البن على أهمية التنبؤ، حيث قال: «إن المحاولة المنهجية لتحقيق المستقبل بالاستدلال من الحقائق المعروفة تساعد على دمج كل التخطيط الإداري بحيث يمكن وضع خطط شاملة موحدة يمكن أن توضع فيها خطط الأقسام والإدارات. فهي تمكّن الشركة من تخصيص مواردها بأكبر قدر من الضمان للربح على المدى الطويل، ومن خلال المساعدة على تحديد أنماط الطلب في المستقبل، فإنه يسهل تطوير منتجات جديدة.»
التنبؤ يعني أن إجراء تحليل مفصّل للمستقبل والتخطيط يستحيل إجراءه دون التنبؤ بالمستقبل بأكبر قدر ممكن من الدقة أو وضع افتراضات ذكية حول هذا الأمر. وقد يكون التنبؤ شكلًا من أشكال الحكم المتعمد والمدروس استنادًا إلى المشاعر والآراء والخبرات، ستكون هذه الاحكام، في أحسن الظن، تخمينات متعلمة. ويمكن أن يستند أيضًا إلى دراسة وتحليل رشيدين للبيانات ذات الصلة، وتعرف هذه العملية باسم «التنبؤ العلمي». سيعتمد على تحليل للأحداث الماضية والظروف الراهنة بغية استخلاص استنتاجات ونتائج بشأن الأحداث المقبلة.

#### التنمية الاقتصادية
سيكون للظروف الاقتصادية للبلد وكذلك للاقتصاد العالمي تأثير كبير على عمليات المنظمة. وتشمل العناصر الضرورية لهذه التنبؤات، التنبؤات المتعلقة بالناتج القومي الإجمالي والناتج المحلي الإجمالي، وقوة العملة، والتوسع الصناعي، وسوق العمل، ومعدل التضخم، ومعدلات الفائدة، وميزان المدفوعات وما إلى ذلك.
الاتجاهات الاقتصادية الصحية تساعد في نمو الشركة. مثلاً، الهبوط الاقتصادي الذي حدث بين عامي 1929-1930 ساهم في إفلاس الكثير من الشركات وأوقفها عن العمل، ومن شأن المعرفة بالاتجاهات الاقتصادية أن يساعد الإدارة في وضع خطط لتنظيمها كاستجابة فعالة لهذه الاتجاهات.

#### التنبؤات التكنولوجية
تتنبأ هذه التنبؤات بالتطورات التكنولوجية الجديدة التي قد تغير عمليات المنظمة. على سبيل المثال، ظهور الترانزستور ساهم في الإيقاف التام لبعض الأعمال التجارية. وعصر الآلات الحاسبة الإلكترونية محى تمامًا قواعد السوق للشرائح الإلكترونية. المنظمة بحاجة لخطط طموحة تحافظ على ما يصل إليه التطور التكنولوجي الجديد عبر التاريخ وتعتمد بسهولة أساليب جديدة لتحسين الأداء وتطوير المنتجات.

#### توقعات المنافسة
ومن الضروري أيضًا التنبؤ بالاستراتيجيات التي سيستخدمها منافسوك للحصول على مكاسب في الحصة السوقية، ربما على حساب حصتك في السوق. قد يكون المنافس يخطط لاستخدام إستراتيجية سوق مختلفة للمنتج أو لإخراج بديل للمنتج الذي يمكن أن يكون بسعر أرخص ويكون كذلك مقبولاً بسهوله من قِبل المستهلكين.

#### التوقعات الاجتماعية
وتنطوي هذه التوقعات على التنبؤ بالتغيرات في أذواق المستهلكين ومطالبهم ومواقفهم. وقد أنشأ المستهلكون بالفعل اتجاهاً للراحة تجاه المنتجات التي هي سهلة الاستخدام والإدارة. قد تتغير الأمور المتعلقة بالذوق والتفضيل على مدى فترة من الزمن.
فعلى سبيل المثال، كان الاتجاه في السبعينات هو شراء السيارات الاقتصادية الصغيرة، وفي 1990 أصبح الاتجاه هو العودة إلى الترف والراحة. وفي حين أن هذه الاتجاهات تعتمد جزئيًا على الاتجاهات الاقتصادية العامة، إلا أنها تعتمد أيضًا على أذواق المستهلكين. فعلى سبيل المثال، تتغير اتجاهات الأزياء والملابس النسائية كل عام تقريبًا. وبناء على ذلك، فإن الاتجاهات الاجتماعية في مجال السلع الاستهلاكية هي جوانب هامة للتنبؤ.
وتستخدم التنبؤات كاستراتيجية على نطاق واسع اليوم، وبعض هذه التوقعات، وخاصه تلك التنبؤات القصيرة الأجل، يمكن التعويل عليها إلى حد ما. وباستخدام الأساليب والأدوات العلمية يمكن أن تكون بعض التنبؤات ذات دقة عالية ومفيدة إلى حد ما.

## فئات أساليب التنبؤ

### الطرق النوعية مقابل الأساليب الكمية
تعتبر تقنيات التنبؤ النوعي ذاتية، بناءً على رأي المستهلكين والخبراء وحكمهم. تكون مناسبة عندما تكون البيانات السابقة غير متوفرة. وعادةً ما يتم تطبيقها على قرارات متوسطة أو طويلة المدى. من أمثلة أساليب التنبؤ النوعية الرأي المستقل والحكم، وطريقة دلفي، وبحوث السوق، وقياس دورة الحياة التاريخية.
تستخدم نماذج التنبؤ الكمي للتنبؤ بالبيانات المستقبلية كدالة للبيانات السابقة. وهي مناسبة للاستخدام عندما تكون البيانات الرقمية السابقة متاحة وعندما يكون من المعقول الافتراض بأن بعض الأنماط في البيانات من المتوقع أن تستمر في المستقبل. يتم تطبيق هذه الطرق عادةً على القرارات ذات المدى القصير أو المتوسط. ومن أمثلة أساليب التنبؤ الكميّة آخر فترة طلب، ومتوسطات متحركة بسيطة ومتوازنة في الفترة N، وتمهيد أسي بسيط، وتنبؤ قائم على نموذج عملية بواسون ومؤشرات موسمية ذات الصفة التكاثرية. يظهر بحث سابق أن الطرق المختلفة قد تؤدي إلى مستوى مختلف من دقة التنبؤ. على سبيل المثال، وجد أن الشبكة العصبية في GMDH لها أداء تنبؤي أفضل من خوارزميات التنبؤ الكلاسيكية مثل السلالة الأسية الوحيدة، الألفي المزدوج السلس، ARIMA والشبكة العصبية للانتشار الخلفي.

### نهج متوسط القيم
في هذا النهج، تساوي التنبؤات بجميع القيم المستقبلية متوسط البيانات السابقة. يمكن استخدام هذا الأسلوب مع أي نوع من البيانات التي تتوفر بها البيانات السابقة. يمكن أيضًا استخدام المقاربة المتوسطة للبيانات المقطعية (عندما نتنبأ بقيم غير ملحوظة؛ قيمًا غير مضمنة في مجموعة البيانات). ومن ثم، فإن التنبؤ بالقيم غير المرصودة هو متوسط القيم المرصودة.

### نهج ساذج
تعتبر التنبؤات الساذجة نموذج التنبؤ الأكثر فعالية من حيث التكلفة، وتوفر معيارًا يمكن من خلاله مقارنة النماذج الأكثر تطورًا. طريقة التنبؤ هذه مناسبة فقط لبيانات السلاسل الزمنية. باستخدام النهج الساذج، يتم إنتاج التوقعات التي تساوي آخر قيمة تمت ملاحظتها. تعمل هذه الطريقة بشكل جيد للسلسلة الزمنية الاقتصادية والمالية، والتي غالبًا ما تحتوي على أنماط يصعب التنبؤ بها بصحة ودقة. إذا كان يعتقد أن السلسلة الزمنية لها موسمية، فقد يكون النهج الساذج الموسمي أكثر ملاءمة عندما تكون التوقعات مساوية للقيمة من الموسم الماضي.

### طريقة الانجراف
هناك تباين في الطريقة الساذجة هو السماح للتوقعات بالزيادة أو النقصان بمرور الوقت، حيث يتم تعيين مقدار التغيير بمرور الوقت (يسمى الانجراف) ليكون متوسط التغيير في البيانات التاريخية.
هذا يعادل رسم خط بين الملاحظة الأولى والأخيرة، واستقراءها في المستقبل.

### نهج ساذج موسمي
حسابات الأسلوب الساذج الموسمي الموسمية من خلال تحديد كل التنبؤ ليكون مساويًا لقيمة الملاحظة في نفس الموسم. على سبيل المثال، ستكون قيمة التوقع لجميع الأشهر اللاحقة من أبريل مساوية للقيمة السابقة التي تمت ملاحظتها في أبريل (نيسان).
تعدُّ الطريقة الساذجة الموسمية مفيدة بشكل خاص للبيانات التي تتمتع بمستوى مرتفع جدًا من الموسمية.

### طرق التسلسل الزمني
تستخدم أساليب السلاسل الزمنية البيانات التاريخية كأساس لتقدير النتائج المستقبلية.
- نقل المتوسط
- المتوسط المتحرك الموزون
- تصفية كالمان
- تجانس الأسي
- متوسط متحرك ذاتي الحركة
- متوسط متحرك متكامل ذاتي الحركة
- استقراء
- التنبؤ الخطي

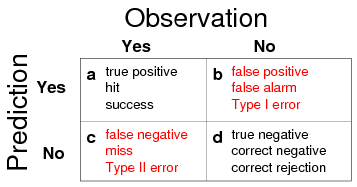

- تقدير الاتجاه (توقع المتغير كدالة خطية أو متعددة الحدود للوقت)
- منحنى النمو (إحصاءات)

### أساليب التنبؤ السببية / الاقتصاد القياسي
تحاول بعض طرق التنبؤ تحديد العوامل الأساسية التي قد تؤثر على المتغير الجاري التنبؤ به. على سبيل المثال، قد يؤدي تضمين المعلومات حول أنماط المناخ إلى تحسين قدرة نموذج للتنبؤ بالمبيعات الشاملة. غالبًا ما تأخذ نماذج التنبؤ في الحسبان الاختلافات الموسمية المنتظمة. بالإضافة إلى المناخ، يمكن أن تكون هذه الاختلافات أيضًا بسبب الأعياد والعادات: على سبيل المثال، قد يتنبأ المرء أن مبيعات ملابس كرة القدم في الكلية ستكون أعلى خلال موسم كرة القدم مما كانت عليه خلال موسم الإجازات.
العديد من الطرق غير الرسمية المستخدمة في التنبؤ السببي لا تعتمد فقط على مخرجات الخوارزميات الرياضية، ولكن بدلاً من ذلك تستخدم حكم المذيعين. تأخذ بعض التوقعات في الاعتبار العلاقات السابقة بين المتغيرات: إذا كان أحد المتغيرات، على سبيل المثال، مرتبطًا خطيًا بآخر لفترة زمنية طويلة، فقد يكون من المناسب استقراء مثل هذه العلاقة في المستقبل، دون فهم أسباب ذلك بالضرورة.
تشمل الطرق السببية ما يلي:
- يتضمن تحليل الانحدار مجموعة كبيرة من الطرق للتنبؤ بالقيم المستقبلية للمتغير باستخدام معلومات حول المتغيرات الأخرى. تتضمن هذه الطرق كلًا من تقنيات خطية أو غير خطية وتقنيات غير بارامترية.
- معدل متحرك ذاتي تلقائي مع مدخلات خارجية.

غالبًا ما يتم الحكم على نماذج التوقع الكمي مقابل بعضها البعض من خلال مقارنة الخطأ المربعي في العينة أو خارج العينة، على الرغم من أن بعض الباحثين قد نصحوا بعدم وجود هذا الخطأ. تتميز طرق التنبؤ المختلفة بمستويات مختلفة من الدقة.

### طرق الحكم
تتضمن طرق التنبؤ التحكيمية أحكامًا بديهية وآراء وتقديرات احتمالية ذاتية. يستخدم التنبؤ القضائي في الحالات التي يكون فيها نقص في البيانات التاريخية أو خلال ظروف السوق الجديدة والفريدة تمامًا.

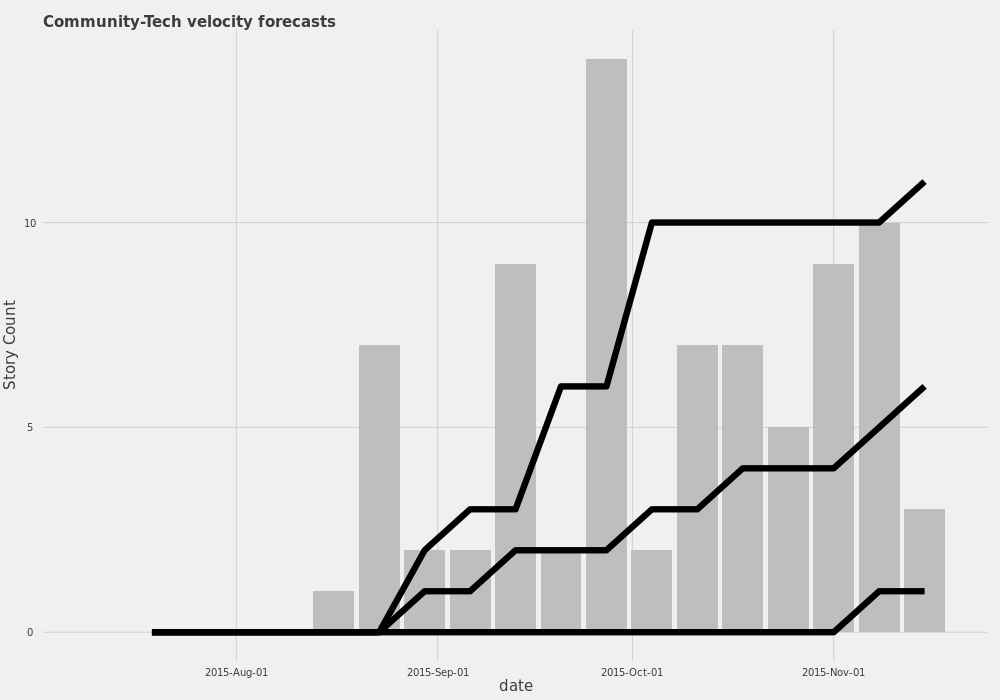

الأساليب القضائية تشمل:
- توقعات مركبة
- طريقة كوك
- طريقة دلفي
- التنبؤ عن طريق القياس
- بناء السيناريو
- استطلاعات إحصائية
- التنبؤ بالتكنولوجيا

### أساليب الذكاء الاصطناعي
- الشبكات العصبية الاصطناعية
- طريقة المجموعة لمعالجة البيانات
- دعم ناقلات الآلات

غالبًا ما يتم ذلك اليوم من خلال برامج متخصصة وصفت بشكل فضفاض
- تعدين البيانات
- تعلم الآلة
- التعرّف على الأنماط

أساليب أخرى
- المحاكاة
- التنبؤ بالأسواق
- التنبؤ الاحتمالي والتنبؤ بالمجموعة

## دقة التنبؤ
الخطأ التنبؤي (المعروف أيضًا باسم المتبقي) هو الفرق بين القيمة الفعلية وقيمة التنبؤ للفترة المقابلة.
إن طريقة التنبؤ الجيد ستؤدي إلى بقايا غير مترابطة. إذا كانت هناك علاقات متبادلة بين القيّم المتبقية، فهناك معلومات متبقية في المخلفات التي يجب استخدامها في توقعات الحوسَبة. ويمكن تحقيق ذلك عن طريق حساب القيّمة المتوقعة للبقية كدالة للقيمة المتبقية المعروفة، وتعديل التنبؤ بالمقدار الذي تختلف به القيمة المتوقعة عن الصفر.
طريقة جيدة للتنبؤ سيكون لها أيضًا صفر. إذا كانت البقايا لها متوسط آخر غير الصفر، فإن التوقعات تكون متحيّزة ويمكن تحسينها بتعديل تقنية التنبؤ بواسطة ثابت مضاف يساوي متوسط المخلفات غير المعدلة.
رجال الأعمال والممارسين في بعض الأحيان يستخدمون مصطلحات مختلفة. يشيرون إلى PMAD كـ MAPE، على الرغم من أنهم يحسبون هذا كحجم MAPE المرجحة. لمزيد من المعلومات، راجع حساب دقة توقعات الطلب.
عند مقارنة دِقة طُرق التنبؤ المختلفة في مجموعة بيانات محددة، تتم مقارنة مقاييس الخطأ الكلي مع بعضها البعض ويفضل الأسلوب الذي ينتج أقل خطأ.

### مجموعات التدريب والاختبار
عند تقييم جودة التوقعات، يكون من غير الصائِب النظر إلى مدى ملاءمة نموذج ما للبيانات التاريخية؛ لا يمكن تحديد دِقة التوقعات إلّا من خلال النظر في مدى جودة أداء النموذج على البيانات الجديدة التي لم يتم استخدامها عند ملاءَمة النموذج. عند اختيار النماذج، من الشائع استخدام جزء من البيانات المتاحة للتركيب، واستخدام بقية البيانات لاختبار النموذج، كما تم في الأمثلة السابقة.

### عبر المصادقة
يعد التحقق من الصحة المتقاطعة إصدارًا أكثر تعقيدًا من تدريب مجموعة اختبار.
بالنسبة لبيانات المقطع العرضي، يعمل أحد الأساليب للتدقيق التبادلي على النحو التالي:
1. حدد الملاحظة i لمجموعة الاختبار، واستخدم الملاحظات المتبقية في مجموعة التدريب. حساب الخطأ على مراقبة الاختبار.
2. كرر الخطوة أعلاه لـ i = 1,2... N حيث N هو العدد الإجمالي للملاحظات.
3. احسب مقاييس دقة التنبؤ استنادًا إلى الأخطاء التي تم الحصول عليها.

وهذا يجعل الاستخدام الفعال للبيانات المتاحة، حيث يتم حذف ملاحظة واحدة فقط في كل خطوة.
بالنسبة لبيانات السلاسل الزمنية، يمكن أن تتضمن مجموعة التدريب فقط الملاحظات السابقة لمجموعة الاختبار. لذلك لا يمكن استخدام الملاحظات المستقبلية في بناء التوقعات. لنفترض أن هناك حاجة إلى رصد k لإعطاء توقعات موثوقة؛ ثم العملية تعمل على النحو التالي:
1. بدءًا من i = 1، حدد رمز k + i لمجموعة الاختبار، واستخدم الملاحظات في أوقات 1، 2... k + i – 1 لتقدير نموذج التنبؤ. حساب الخطأ على التوقع لـ k + i.
2. كرر الخطوة أعلاه لـ i = 2... T – k حيث T هو العدد الإجمالي للملاحظات.
3. احسب دقة التنبؤ على جميع الأخطاء.

يُعرف هذا الإجراء أحيانًا باسم «أصل التوقع المتداول»، نظرًا لأن «الأصل» (k + i -1) الذي يستند فيه التنبؤ إلى الأمَام في الوقت المناسب. علاوة على ذلك، يمكن حساب التنبؤات بخطوتين أو بشكل عام في الخطوات المستقبلية المتقدمة من خلال التنبؤ بالقيمة مباشرة بعد مجموعة التدريب (الاختبار)، ثم استخدام هذه القيمة مع قيّم مجموعة التدريب (الاختبار) للتنبؤ بفترتين قبل ذلك، وما إلى ذلك.

## الموسمية والسلوك الدوري

### موسمية
الموسمية هي سمة من سمات السلسلة الزمنية التي تشهد فيها البيانات تغييرات منتظمة ويمكن التنبؤ بها والتي تتكرر كل سنة تقويمية. يمكن اعتبار أي تغيير أو نمط يمكن التنبؤ به في سلسلة زمنية يتكرر أو يعاد خلال فترة عام واحد موسميًا. ومن الشائع في كثير من الحالات -مثل متجر البقالة أو حتى في مكتب الطبيب الشرعي- أن يعتمد الطلب على أيام الأسبوع. في مثل هذه الحالات، تحسب عملية التنبؤ المؤشر الموسمي «للموسم» - سبعة مواسم، واحد لكل يوم - وهي نسبة لمتوسط الطلب في هذا الموسم (والذي يتم حسابه من خلال المتوسط المتحرك أو التدرج الأسي باستخدام البيانات التاريخية المقابلة فقط لهذا الموسم) لمتوسط الطلب في جميع المواسم. يشير الرقم القياسي الأعلى من 1 إلى أن الطلب أعلى من المتوسط؛ ويشير مؤشر أقل من 1 إلى أن الطلب أقل من المتوسط.

### السلوك الدوري
يحدث السلوك الدوري للبيانات عندما تكون هناك تقلبات منتظمة في البيانات التي تستمر عادةً لفترة زمنية لا تقل عن سنتين، وعندما لا يمكن تحديد طول الدورة الحالية سلفًا. لا ينبغي الخلط بين السلوك الدوري والسلوك الموسمي. تتبع التقلبات الموسمية نمطًا متناسقًا كل عام حتى تكون الفترة معروفة دائمًا. على سبيل المثال، خلال فترة عيد الميلاد، تميل مخازن المتاجر إلى الزيادة من أجل التحضير للمتسوقين في عيد الميلاد. وكمثال على السلوك الدوري، فإن سكان نظام بيئي طبيعي معين سيعرض سلوكًا دوريًا عندما ينخفض عدد السكان مع انخفاض مصدر الغذاء الطبيعي، وبمجرد انخفاض عدد السكان، سيتعافى مصدر الغذاء وسيبدأ السكان في الزيادة مرة أخرى. لا يمكن حساب البيانات الدورية باستخدام التسوية الموسمية العادية لأنها ليست من فترة ثابتة.

## التطبيقات
للتنبؤات تطبيقات في مجموعة واسعة من المجالات حيث تكون تقديرات الظروف المستقبلية مفيدة. لا يمكن التنبؤ بكل شيء موثوق به، إذا كانت العوامل التي تتعلق بما هو متوقع معروفة ومفهومة بشكل جيد وهناك قدر كبير من البيانات التي يمكن استخدامها ويمكن الحصول على توقعات موثوقة للغاية في كثير من الأحيان. إذا لم يكن هذا هو الحال أو إذا كانت النتيجة الفعلية تتأثر بالتوقعات، يمكن أن تكون موثوقية التوقعات أقل بكثير.
أدى تغير المناخ وارتفاع أسعار الطاقة إلى استخدام التنبؤات المبتكرة للمباني. هذا يحاول تقليل الطاقة اللازمة لتدفئة المبنى، وبالتالي تقليل انبعاث غازات الدفيئة. يتم استخدام التنبؤ في تخطيط الطلب على العملاء في الأعمال اليومية لشركات التصنيع والتوزيع.
في حين أن صِحة التنبؤات الخاصة بعوائد الأسهم الفعلية محل جدال ونزاع من خلال الإشارة إلى فرضية كفاءة السوق، فإن التنبؤ بالاتجاهات الاقتصادية العامة أمر شائع. يتم توفير مثل هذا التحليل من قبل كل من المجموعات غير الربحية وكذلك المؤسسات الخاصة التي تهدف إلى الربح.
يتحقق التنبؤ بحركات العملات الأجنبية عادة من خلال مزيج من التحليل الفني للرسم البياني والتحليل الاقتصادي الأساسي. من الاختلافات الأساسية بين تحليل الرسم البياني والتحليل الاقتصادي الأساسي أن علماء الإحصاء والرياضيات المخططين يدرسون فقط حركة السعر للسوق من خلال تحليل الرسم البياني، في حين يحاول الأصوليون أو الاقتصاديون النظر إلى الأسباب الكامنة وراء هذه الحركة. تستوعب المؤسسات المالية الأدلة المقدمة من الباحثين الاقتصاديين الأساسيين والمخططين علماء الرياضيات والإحصاء في مذكرة واحدة لتقديم تطبيق نهائي على العملة المعنية.
كما تم استخدام التنبؤ للتنبؤ بتطور حالات النزاع. يقوم الباحثون بأبحاث تستخدم نتائج تجريبية لقياس فعالية بعض نماذج التنبؤ. ومع ذلك فقد أظهرت الأبحاث أن هناك اختلافًا بسيطًا بين دقة توقعات الخبراء المطلعين على وضع النزاع وأولئك الذين يعرفون أقل من ذلك بكثير.
وبالمثل، يجادل الخبراء في بعض الدراسات بأن التفكير في الأدوار لا يحتاج إلى دقة التنبؤ. ويشمل نظام تخطيط الطلب، الذي يشار إليه أحيانًا باسم التنبؤ بسلسلة الإمداد، كل من التنبؤ الإحصائي وعملية توافق الآراء. من الجوانب الهامة، التي غالبًا ما يتم تجاهلها للتنبؤ، العلاقة التي تربطها بالتخطيط. يمكن وصف التنبؤ بأنه التنبؤ بما سيبدو عليه المستقبل، في حين أن التخطيط يتنبأ بما يجب أن يكون عليه المستقبل. لا توجد طريقة تنبؤ صحيحة واحدة للاستخدام. يجب أن يعتمد اختيار الطريقة على أهدافك وظروفك (البيانات، إلخ). مكان جيد للعثور على طريقة، عن طريق زيارة شجرة التحديد. يمكن العثور على مثال لشجرة التحديد هنا. للتنبؤات تطبيق في العديد من المواقف:
- إدارة سلسلة التوريد - يمكن استخدام التنبؤ في إدارة سلسلة التوريد لضمان أن المنتج المناسب في المكان المناسب في الوقت المناسب. التنبؤ الدقيق سيساعد تجار التجزئة على تقليل المخزون الفائض وبالتالي زيادة هامش الربح. وقد أظهرت الدراسات أن الاستقراء هو الأقل دقة، في حين أن توقعات أرباح الشركات هي الأكثر موثوقية. التنبؤات الدقيقة ستساعدهم أيضًا على تلبية طلب المستهلك.
- التنبؤ الاقتصادي
- التنبؤ بالزلزال
- التنبؤ بالوقت
- تمويل ضد مخاطر التخلف عن السداد عبر التصنيفات الائتمانية ودرجات الائتمان
- التنبؤ باستخدام الأرض
- التنبؤ بأداء اللاعب والفريق في الألعاب الرياضية
- التنبؤ السياسي
- التنبؤ بالمنتج
- التنبؤ بالمبيعات
- التنبؤ بالتكنولوجيا
- التنبؤ بالاتصالات
- تخطيط النقل والتنبؤ بالنقل
- التنبؤ بالطقس، التنبؤ بالفيضانات والأرصاد الجوية

## القيود
تشكل القيود حواجز لا يمكن لأساليب التنبؤ التنبؤ بها بشكل موثوق. هناك العديد من الأحداث والقيم التي لا يمكن التنبؤ بها بشكل موثوق. لا يمكن التنبؤ بأحداث مثل الموت أو نتائج اليانصيب لأنها أحداث عشوائية ولا توجد علاقة مهمة في البيانات. عندما تكون العوامل التي تؤدي إلى ما هو متوقع غير معروفة أو غير مفهومة تمامًا كما هو الحال في أسواق الأسهم وتوقعات أسواق الصرف الأجنبي، غالبًا ما تكون التنبؤات غير دقيقة أو خاطئة حيث لا توجد بيانات كافية حول كل شيء يؤثر على هذه الأسواق حتى تكون التوقعات موثوقة، هذا بالإضافة إلى أن نتائج توقعات هذه الأسواق تغير سلوك المشاركين في السوق مما يقلل من دقة التنبؤ أيضًا.